# Ils voyagèrent vers des pays perdus
Ils voyagèrent vers des pays perdus est un roman de Jean-Marie Rouart publié le 6 janvier 2021 aux éditions Albin Michel. Il s'agit d'un exemple d'uchronie.

## Résumé
Le 11 novembre 1942, lors de l'invasion de la zone libre par les troupes allemandes, le Maréchal Pétain rejoint Alger pour poursuivre la guerre aux côtés des Alliés. Apprenant la nouvelle depuis Londres, le Général de Gaulle comprend que l'aventure de la Résistance ne lui appartient plus. Pour retrouver le fil de son destin, il entreprend un voyage romanesque avec ses compagnons de la France libre.

## Uchronie

### Modification
Le roman est une uchronie, c'est-à-dire qu'il repose sur le principe de la réécriture de l’Histoire à partir de la modification du passé. Ici, le fait modifié est le départ du Maréchal Pétain pour Alger au moment de l'opération Anton, qui a pour effet de faire basculer la France dans la Résistance. Dans la réalité, Philippe Pétain chef de l'État Français n'a pas quitté Vichy et a désavoué son ancien chef de gouvernement, l'amiral Darlan qui, jusqu'à son assassinat le 24 décembre, prétendait pourtant continuer la lutte au nom du « Maréchal empêché ».
De nombreux personnages historiques apparaissent dans le roman. Si le Maréchal Pétain est seulement cité, « le Général » et ses compagnons sont au centre de l'intrigue : Gaston Palewski, Maurice Dejean ,  Joseph Kessel, Maurice Druon, Raymond Aron, Jacques Derrida et pour lequel le chef de la France Libre avoue une certaine admiration. Les protagonistes sont amenés à rencontrer Churchill et Staline. François Mitterrand est également mentionné.

### Hypothèse envisagée par de Gaulle
En épigraphe, Jean-Marie Rouart attribue une citation au général de Gaulle : « Si Pétain avait rejoint Alger en novembre 1942, qu’est-ce que je serais devenu ? ». Dans un article publié à Paris Match, daté de 2010, l'académicien semble déjà songer à cette hypothèse et caresse l'idée d'en faire un roman : « De Gaulle dans un de ses moments de dépression confiera son angoisse rétrospective au capitaine Guy, son aide de camp : « Guy, si Pétain avait rejoint Alger, sur son cheval blanc en novembre 1942, qu’est-ce que je serais devenu ? » Laissons aux amateurs d’uchronie le soin d’imaginer les destins possibles de De Gaulle si l’Histoire n’avait pas été ce qu’elle a été ».
En réalité, le chef de la France Libre aurait effectivement envisagé cette hypothèse. Seulement, il ne l'aurait pas confié à Claude Guy mais au colonel Rémy, et la citation exacte serait : « Je ne comprendrai jamais pourquoi le Maréchal n'est pas parti pour Alger au mois de novembre 1942. Les Français d'Algérie l'eussent acclamé, les Américains l'eussent embrassé, les Anglais auraient suivi et nous, mon pauvre Rémy, nous n'aurions pas pesé bien lourd dans la balance ! Le Maréchal serait rentré à Paris sur son cheval blanc ».

## Accueil
L'ouvrage bénéficie d'un accueil critique positif. Dans Le Masque et la Plume sur France Inter, Michel Crépu décèle une parenté avec le style de Jean d'Ormesson et confie: « Je me suis énormément amusé à lire ce livre ». Jean-Claude Raspiengeas abonde : « J'ai adoré ce livre. Je le trouve virevoltant, primesautier, amusant. Je trouve que c'est loufoque en diable. C'est empli de bonnes manières et de mots d'esprit. C'est pourtant une uchronie totalement invraisemblable. ».
Dans Le Figaro, Michel De Jaeghere écrit : « Au fil des pages de ce roman funambulesque, onirique, il se donne l’apparence de nous amuser avec la plus fantastique des uchronies. Mais l’ironie, la fantaisie, le picaresque, ne désarment pas chez lui l’anticonformisme ». Pour Erwan Barillot dans Marianne, « Les dates et les faits sont absents, si ce n’est en toile de fond. Seules deux valeurs importent : la recherche de l’absolu d’un côté et une certaine espièglerie de l’autre, laquelle prémunit de tout esprit de sérieux ».
La Fondation Charles-de-Gaulle et Philippe Langenieux-Villard jugent que « la plume de Jean-Marie Rouart excelle dans la description du désarroi qui s’abat alors dans le camp gaulliste où se côtoient dans l’enfermement propre à tout exil, des personnalités aux talents et aux objectifs les plus variés ».